# Sant
|  | Aquest article tracta sobre les persones pietoses. Si cerqueu estat natiu de l'Índia, vegeu «Principat de Sant». |

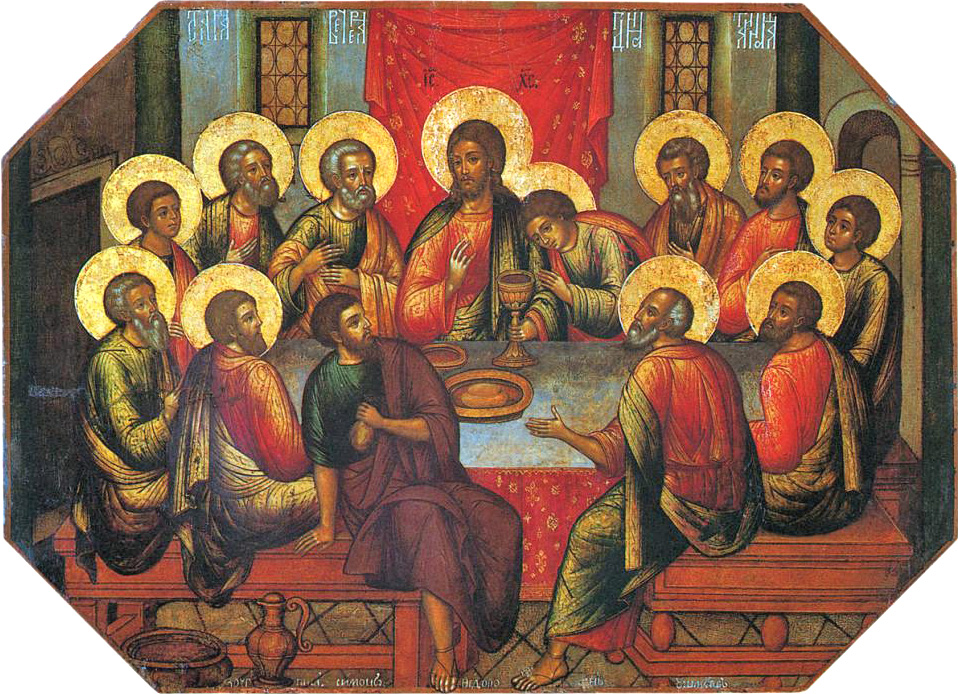
En la iconografia tradicional cristiana, els sants es representen amb un halo o corona. Noteu que Judes Iscariot es representat sense l'halo

Un sant (del llatí sanctus; hagios en grec i qâdosh "elegit per Déu" en hebreu) és una persona distingida en certes tradicions religioses per les seves relacions particulars amb les divinitats i la seva superioritat espiritual o moral respecte a la resta d'humans. En altres religions, com el luteranisme, són considerats sants tots els creients que temptegen de viure una vida com cal.
En el cristianisme, quan s'invoca un sant el seu nom es fa seguir de l'adjectiu (arcaic) beneit (beneït) : "Sant Antoni beneit!", "Sant Pau beneit!".

## Els sants en el cristianisme

### Església catòlica primitiva
En la tradició cristiana es tracta de persones destacades per les seves virtuts i són venerats com a models capaços de mostrar als altres un camí exemplar de perfecció. L'Església ha afirmat des dels seus orígens, que a través del baptisme, tots els cristians són cridats a la santedat. Pau de Tars definia la santedat com l'estat de comunió amb Déu.
En sentit estricte, però, es consideren sants aquelles persones que després de morts contemplen Déu al cel i intercedeixen pels éssers humans de la Terra. En un inici, es veneraven com a sants els màrtirs, ja que el seu sacrifici esborra tot pecat; i els apòstols pel fet d'haver estat escollits per Jesús.

### Església catòlica
Segons l'Església catòlica, els sants formen l'anomenada Església triomfant i intercedeixen davant de Déu per la humanitat, pels vius a la terra i pels difunts del purgatori: és l'anomenada comunió dels sants. Tots ells tenen la seva festivitat conjunta el dia de Tots Sants Els sants inscrits al martirologi romà són els declarats per l'Església catòlica com indubtablement presents al Paradís i que, per tant, poden ser objecte de culte públic.
L'Església catòlica reconeix la santedat de certes persones mitjançant la supervisió dels processos oberts per la Congregació per les causes dels sants. El procés té diverses etapes: venerabilitat, beatificació i canonització. En l'última etapa, el procés de canonització adopta les formes d'un procés legal en el qual una persona (tradicionalment anomenada advocat del diable) assumeix l'equivalent a l'acusació per argumentar en contra de la suposada santedat. Antigament, els sants eren declarats pels bisbes, però al llarg dels segles s'ha anat centrant a Roma, i després del primer mil·lenni, només el Papa pot canonitzar.
Després del Concili Vaticà II, el termini a esperar després de la mort s'ha fet més curt i el nombre de miracles després de la mort s'ha reduït a dos.

### Església ortodoxa
Segons l'Església ortodoxa, la santedat és una participació en la vida de Crist i els sants són anomenats així en la mesura que són prou obedients a la seva figura com per representar fidelment la seva imatge. Quan la veneració a un difunt s'estén entre els fidels, es reuneix el sínode entorn del primat (patriarca o arquebisbe) i estudia la santedat d'aquella persona. És possible que llavors ja hi hagués pintades icones en la seva memòria. Quan es proclama la santedat, es determina el dia o dies de festa litúrgica i s'adopta un himne en honor seu i es comença a elaborar un cànon iconogràfic pel sant. En el calendari ortodox el dia consagrat a la memòria de tots els sants és el primer diumenge després de Pentecosta.

### Esglésies protestants
El luteranisme rebutja el culte de sants i de relíquies, i el seu paper com a intercessors entre Déu i els homes. Fan servir el mot ‘sant’ com a sinònim de cristià, al sentit dels escrits de Pau de Tars i s'insisteix en el fet que només Déu coneix els seus. Per tant, s'abstenen de declarar algú sant. «La comunitat dels sants» hi significa la comunitat dels creients. Persones que per la seva vida i obres han viscut com a bons cristians, poden inspirar la comunitat, però no hi ha cap instància que decideix qui ha estat exemplar.«L'absència d'una veneració dels sants val com la diferència major entre l'església protestant d'un costat i l'Església catòlica de l'altre. Els reformadors van criticar vehementment la veneració dels sants i en fer així, van posar la base perquè a l'església protestant contemporània fonamentalment no hi hagi sants»
El calendari litúrgic luterà es decideix per província i s'articula entorn de les grans festes tradicionals: advent, Nadal, resurrecció, Pentecosta… També per tradició, en alguns països protestants s'ha conservat la memòria un nombre molt restringit de persones que han tingut un paper important en l'evangelització del país, com ara Brígida de Suècia a Suècia o Olaf II de Noruega a Noruega.
A banda, també es poden evocar als oficis o en la denominació d'edificis o d'entitats, sense atorgar-los cap veneració a les persones que han contribuït decisivament a la difusió i consolidació dels corrents protestants. No hi ha cap calendari litúrgic universal, definit per una instància central i les comunitats tenen una autonomia important.
L'anglicanisme, pel seu cantó, manté una posició intermèdia: rebutja el culte als sants, però manté per tradició el record de certes figures que hi havia al calendari litúrgic abans de la separació de l'Església catòlica, a banda de la incorporació de nous personatges que són recordats als oficis, als quals donen preferiblement la denominació més secular d'heroi.

## Representacions artístiques
Per reconèixer un sant a una escultura o pintura, se'l representa amb els seus atributs característics, originats s la seva història personal i sobretot per la seva mort. N'hi ha de generals per a una classe de sants i d'altres lligats a un sant en concret. Els més comuns es resumeixen a continuació

### Atributs generals a la iconografia catòlica
- Drac: indica victòria sobre pagans o infidels
- Bandera: significa origen noble
- Palma: indica mort per martiri
- Lliri: virginitat
- Espasa: combatents per la fe

### Atributs particulars a la iconografia catòlica
La majoria de sants, especialment els màrtirs, són representats amb objectes que permeten explicar i recordar els fets més significatius de la seva fe envers Jesucrist. A tall d'exemple se n'afegeixen alguns dels més nostrats:
- Santa Àgata: dos pits en una safata
- Santa Agnès: xai
- Agustí d'Hipona: llibre i ploma, església a les mans
- Ambròs: abella o rusc
- Sant Andreu apòstol: creu amb forma de X
- Benet de Núrsia: llibre de la Regla de Sant Benet, corb, arbust, copa amb una serp a dins
- Bernat de Claravall: abella, ploma, instruments de tortura
- Bonifaci de Fulda: llibre travessat per una espasa i roure
- Carles Borromeo: calze, capell de cardenal
- Santa Caterina d'Alexandria: roda dentada
- Climent d'Alexandria: àncora i peix
- Sant Cristòfol màrtir: gegant, palmera fent de gaiata, nen Jesús a l'espatlla
- Daniel: amb lleons
- Sant David de Gal·les: arpa
- Domènec de Guzman: rosari, estrella sobre el cap, gos amb una torxa a la boca
- Santa Elisabet: flors, pa
- Sant Esteve màrtir: pedres a la mà
- Sant Felip apòstol: columna
- Sant Francesc d'Assís: llop
- Sant Francesc Xavier: cor en flames, cranc
- Arcàngel Gabriel: trompeta
- Sant Galdric: agullada i espigues de blat
- Sant Gregori: colom i llibre
- Sant Ignasi de Loiola: lletres IHS
- Sant Jaume el Major: petxina, bàcul i barret de pelegrí
- Sant Joan Evangelista: àliga
- Sant Jordi: drac
- Lluc (evangelista): bou
- Santa Llúcia: ulls en una safata
- Lluís IX de França: corona i claus o la corona d'espines de Crist
- Marc (evangelista): lleó, llibre
- Santa Marta: aigua beneïda, hisop, amb un drac als peus, una cassola
- Sant Martí de Tours: tallant la capa, ànec
- Sant Mateu apòstol: bossa de diners, àngel, llança
- Sant Maties apòstol: destral
- Sant Miquel Arcàngel: espasa, balança
- Santa Mònica: faixa, llàgrimes
- Sant Nicolau: boles d'or, amb tres nens que surten d'una bóta; vaixell, àncora
- Pau de Tars: espasa, caient d'un cavall
- Sant Pere: claus per obrir la porta del cel, gall
- Sant Sebastià: fletxes
- Sant Teodor: cocodril
- Santa Teresa de Jesús: ploma, cor